# Радаков Віктор Миколайович
Віктор Миколайович Радаков (1864—1929) — земський діяч, депутат Державної думи I скликання від Катеринославської губернії. Організатор освіти в Слов'яносербському повіті. Відомий демократичними поглядами.

## Життєпис

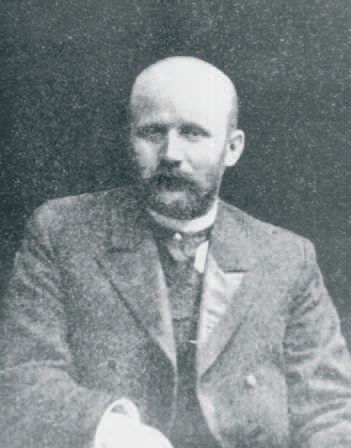
Віктор Радаков

З дворян. Православний. Нащадок сербського капітана Івана Радакова, який здобув російську військову службу в середині XVIII століття. Закінчив Харківську гімназію (1883) та юридичний факультет Харківського університету. У спільній власності з іншими особами при селі Юр'ївці Слов'яносербського повіту володів 695 десятинами землі, а також мав землі біля села Вершино-Поле в Алесандрійській межовій канцелярії. Земський голосний. З 1891 року почесний мировий суддя. У 1895 році виступив зі сміливою доповіддю з соціоекономічних перетворень на екстрених земських зборах Слов'яносербського повіту. За його словами: «Недостатнє наділення селян землею було великою помилкою реформи 19 лютого 1861 року», він підкреслив, що «наше суспільство надто звикло жити на плечах уряду, жити згідно з приписами, наказами, розпорядженнями, указами… Турботою уряду та суспільства має бути розвиток у суспільстві самодіяльності». З 1897 року голова Слов'яносербської повітової земської управи. За розпорядженням губернатора доповідь була знищена. З листопада 1903 року Радаков під негласним наглядом поліції. До 1910 року число шкіл у Слов'яносербському повіті, в тому числі завдяки зусиллям Радакова, зросла з 22-х до 46. У 1905 році Радаков разом з учителем Семеном Рижковим вступив до Конституційно-демократичної партії.
14 квітня 1906 року обраний до Державної Думи I скликання від загального складу виборців Катеринославських губернських виборчих зборів. Увійшов до Конституційно-демократичної фракції. Секретар розпорядчої комісії та член фінансової комісії Думи.
Після розгону Думи 10 липня 1906 року у місті Виборзі підписав «Виборзьку відозву». Внаслідок цього усунутий з посади голови земської управи. За розпорядженням Катеринославського губернатора справа Радакова слухалася в кримінальному департаменті Харківської судової палати 8 серпня 1906 року Віктор Радаков звернувся письмово до повітової земської управи, вважаючи усунення своє передчасним, оскільки в цей момент він не був притягнутий до суду. Проте 12 жовтня 1906 року Радаков був усе ж таки відсторонений з посади. Пізніше за підписання «Виборзької відозви» засуджено за ст. 129, ч. 1, п. п. 51 і 3 Кримінального уложення, засуджений до 3 місяців в'язниці та позбавлений права бути обраним.
Після відбуття терміну він разом із сім'єю переїхав до Криму. Співпрацював із редакцією журналу «Земська справа».
Після жовтня 1917 року працював у кооперативних установах. 15 липня 1926 року, через два дні після арешту князя Павла Долгорукова, був також заарештований (одночасно з іншим «виборжцем» Георгієм Линтварьовим і депутатом 2-ї Думи Миколою Познанським) і залучений до слідства у його справі, але 26 серпня 1926 року звільнений.
Помер у 1929 році.

## Родина
- Партнер — Наталія Федорівна Вербовська (уроджена Розаліон-Сошальська) (1875–1939). Одружена з Володимиром Івановичем Вербовським (1854–1902). Як зазначають краєзнавці, пізніше доля Радакова «була тісно переплетена з долею» Наталією Розаліон-Сошальською.
  - Донька — Ірина Вербовська (1907—?), у першому шлюбі за Серафимом Зав'яловим, у 2-му за Григорієм Тонконоговим, у 3-му за Миколою Мефодійовичем Куземком.
  - Син — Віктор Вербовський (1910-1944).
- Дружина — Ганна Лісогуб
  - Донька — Тетяна Вікторівна Радакова (1913-1957).
  - Син — Дмитро Вікторович Радаков (1916-1977), іхтіолог.